# 乌克马克县
乌克马克县（德語：Landkreis Uckermark）是德国勃兰登堡州的一个县，得名于乌克马克地区，首府普伦茨劳。乌克马克县是德国面积最大的县。